# Sem Benelli
Sem Benelli (Prato, 10 d'agost de 1877 - Zoagli, 18 de desembre de 1949) fou una notable figura del Novecento, que va ser un dramaturg, poeta i escriptor del simbolisme italià, guionista de cinema i llibretista d'òpera. Va ser el cofundador de la revista Poesia a Milà el 1905 al costat de Filippo Tommaso Marinetti, iniciador del Futurisme.
Sovint comparat amb Gabriele d'Annunzio, se'l coneix preferentment per la seva obra mestra La cena delle beffe, tragèdia ambientada a Florència durant l'època de Llorenç el Magnífic, que va conèixer l'èxit al Teatro Argentina de Roma, París (per Sarah Bernhardt) i Broadway (amb John Barrymore), i posteriorment portada al gènere líric per Umberto Giordano (l'òpera homònima estrenada per Arturo Toscanini en La Scala el 1924) i després al cinema per Alessandro Blasetti com a Amedeo Nazzari i Clara Calamai el 1941.
Va escriure els llibrets de les òperes d'Italo Montemezzi (L'amore dei tre re, La Gorgona, Il mantellaccio i Rosmonda) i d'un poema simfònic dedicat a Verdi compost per Francesco Cilea. I per la música incidental d'Erardo Trentinaglia, va escriure L'arzigogolo, L'amorosa tragedia, La santa Primavera, així com e llibret de l'òpera Rosamunda.
Inicialment simpatitzant del règim feixista, després del segrest i assassinat de Giacomo Matteotti va fundar una organització antifeixista, la Lliga Italica, que va ser clausurada pel govern. El 1945 va ser un dels fundadors del sindicat d'autors dramàtics italians.
En 1914 es va fer construir un castell enfront del mar de Ligúria en la localitat de Zoagli, a la Riviera, nomenant al golf de la Spezia com el golf dels poetes.